# 마담 돌누아

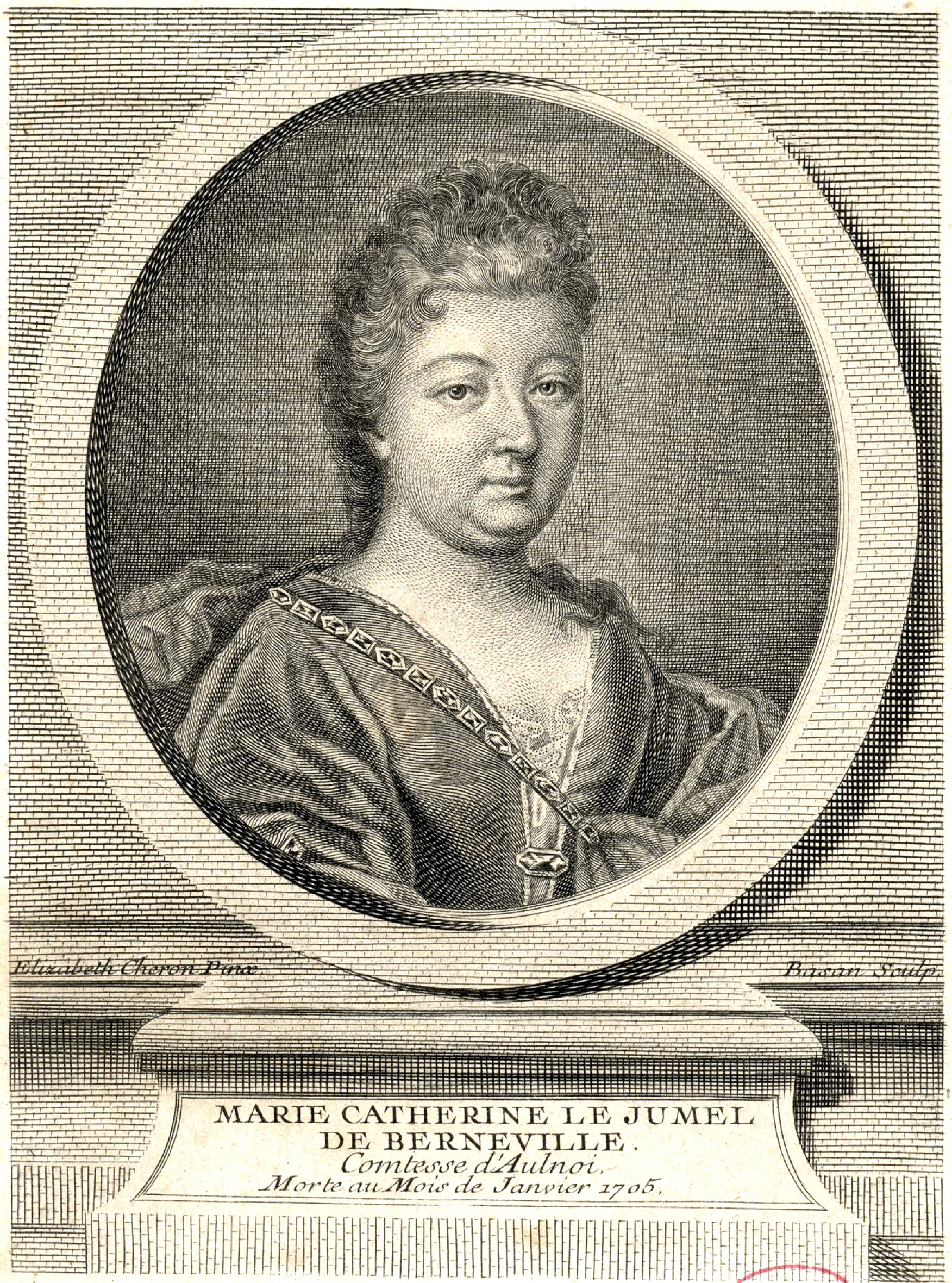
마담 돌누아

마리카트린 르 쥐멜 드 바르네빌, 돌누아 남작부인(Marie-Catherine Le Jumel de Barneville, Baroness d'Aulnoy, 1650년/1651년 ~ 1705년 1월 14일)은 문학 동화로 유명한 프랑스 작가이다. 그녀의 1697년 소설 '콩테 드 요정'(동화)은 문학 장르의 이름을 만들어냈으며, '샤르망 왕자' 또는 '샤르망 왕자'가 등장하는 최초의 우화이다.